# Teoria ERG

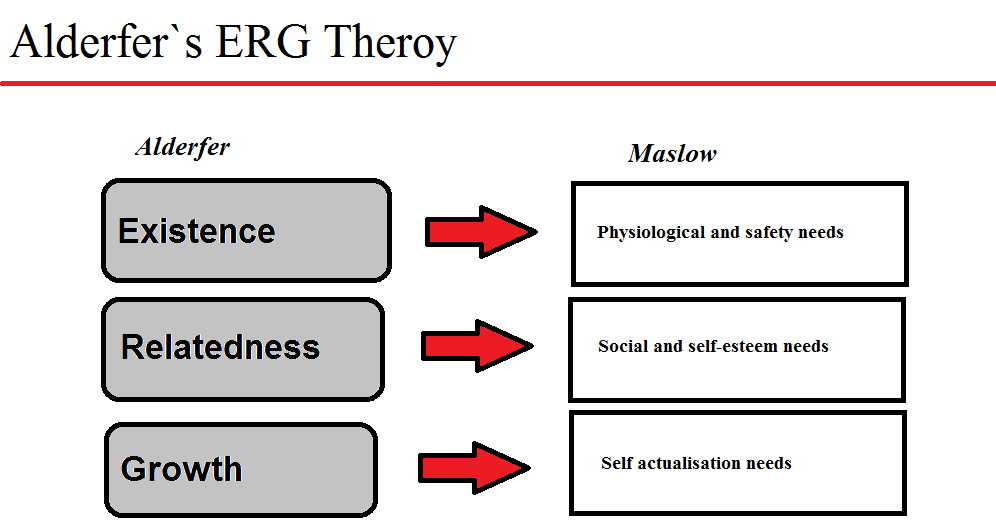
equivalències entre teories

La teoria ERG o Teoria de Clayton Alderfer és una teoria del camp de la psicologia que planteja una revisió de la teoria de les necessitats de Maslow, consistent en l'agrupació de les necessitats humanes en les tres categories: existència, relació i creixement (growth, en anglès). La revisió va ser plantejada pel psicòleg neerlandès Clayton Alderfer a començament dels anys 1970.

## Teoria
- Existència: Agrupa les necessitats més bàsiques considerades per Maslow com a fisiològiques i de seguretat.

- Relació: Aquestes necessitats requereixen, per a la seva satisfacció, de la interacció amb altres persones, comprenent la necessitat social i el component extern de la classificació d'estima efectuada per Maslow.

- Creixement: Representat pel creixement intern de les persones. Inclouen el component intern de la classificació d'estima i la de l'autorealització.

## Diferències amb laPiràmide de Maslow
La teoria ERG representa una forma diferent d'agrupar les necessitats considerades per Maslow, i es distingeix de la teoria d'aquest últim en els següents aspectes: 
- La Teoria ERG no considera una estructura rígida de necessitats, on ha de seguir-se un ordre correlatiu per a la seva satisfacció.

- En contraposició a Maslow, qui considera que les persones romanen en un determinat nivell de necessitats fins que aquestes estiguin satisfetes, aquesta teoria considera que si l'individu no aconsegueix satisfer una necessitat d'ordre superior apareix una necessitat d'ordre inferior (frustració-regressió).

- Poden operar al mateix temps diverses necessitats.

- Variables tals com a antecedents familiars i ambient cultural poden alterar l'ordre de les necessitats, exemple d'aquesta situació són cultures, com la japonesa, que anteposen les necessitats socials a les fisiològiques.